# Saison 4 de Grey's Anatomy : Station 19
 (juin 2021).
Si vous disposez d'ouvrages ou d'articles de référence ou si vous connaissez des sites web de qualité traitant du thème abordé ici, merci de compléter l'article en donnant les références utiles à sa vérifiabilité et en les liant à la section « Notes et références ».
Chronologie
Saison 3 Saison 5
Cet article présente le guide des épisodes de la quatrième saison de la série télévisée américaine Grey's Anatomy : Station 19.

## Distribution

### Acteurs principaux
- Jaina Lee Ortiz (VF : Stéphanie Hédin) : Andrea « Andy » Herrera, lieutenante
- Jason George (VF : Denis Laustriat) : Ben Warren, pompier
- Grey Damon (VF : Thibaut Lacour) : Jack Gibson, lieutenant
- Barrett Doss (en) (VF : Déborah Claude) : Victoria « Vic » Hughes, pompière
- Jay Hayden (en) (VF : Valentin Merlet) : Travis Montgomery, pompier
- Okieriete Onaodowan (en) (VF : Namakan Koné) : Dean Miller, pompier
- Danielle Savre (VF : Ariane Aggiage) : Maya Bishop, capitaine
- Boris Kodjoe (VF : Daniel Lobé) : Robert Sullivan, chef
- Stefania Spampinato (VF : Audrey Sourdive) : Dr Carina Deluca, obstétrique et gynécologue

### Acteurs récurrents
- Pat Healy (VF : Sylvain Agaësse) : Michael Dixon, chef des pompiers
- Lachlan Buchanan (VF : Jim Redler) : Emmett Dixon, pompier
- Jayne Taini (VF : Colette Venhard) : Marsha Smith
- Colleen Foy (VF : Chritèle Billault) : Inara, amie de Jack
- Ansel Sluyter-Obidos : Marcus, fils d'Inara
- Robert Curtis Brown : Paul Montgomery, père de Travis
- Jeanne Sakata (en) (VF : Anne Plumet) : Nari Montgomery, mère de Travis
- Carlos Miranda : Theo Ruiz, lieutenant
- Laura Cerón : Sandra, tante d'Andy
- Khalilah Joi : Condola Vargas, ex-petite amie et avocate de Dean

### Invités
- BJ Tanner : Tuck Jones, beau-fils de Ben (épisodes 1, 5 et 12)
- Noah Alexander Gerry : Joey (épisodes 1, 5, 12 et 13)
- Justin Ellings : Frankie Morris (épisode 1)
- V. Vieux : Rosalind (épisodes 1 et 5)
- Jonathan Bennett (VF : Benjamin Pascal) : Michael Williams (épisode 9)
- Miguel Sandoval (VF : Philippe Catoire) : Pruitt Herrera, ancien capitaine de la Station 19 et père d'Andy
- Tracie Thoms (VF : Nathalie Homs): Dre Diane Lewis (épisode 12)

### Invités deGrey's Anatomy
- Chandra Wilson (VF : Zaïra Benbadis) : Dr Miranda Bailey, chef de la chirurgie au Grey Sloan Memorial Hospital (épisodes 1, 13 et 16)
- Kevin McKidd (VF : Alexis Victor) : Dr Owen Hunt, chef de la trauma au Grey Sloan Memorial Hospital (épisodes 1 et 4)
- Caterina Scorsone (VF : Élisabeth Ventura) : Dr Amelia Shepherd, neurochirurgienne (épisode 2)
- Jaicy Elliot (VF : Diane Kristanek) : Dr Taryn « Helm » Hellmouth, interne (épisode 2)
- James Pickens Jr. (VF : Said Amadis) : Dr Richard Webber (épisodes 2, 3, 5 et 11)
- Giacomo Gianniotti (VF : Damien Ferrette) : Dr Andrea « Andrew » DeLuca, résident en chirurgie (épisode 6)
- Zaiver Sinnett (VF : Yves Letzelter) : Dr Zander Perez (épisode 9)
- Jake Borelli (VF : Arnaud Laurent) : Dr Levi Schmitt, interne en première année (épisode 10)

## Épisodes

### Épisode 1:Bravo et merci
- États-Unis /  Canada : 12 novembre 2020 sur ABC / CTV
- Suisse : 29 mai 2021 sur RTS 1
- Belgique : 24 septembre 2021 sur RTL-TVI
- France : 26 janvier 2022 sur TF1

- États-Unis : 6,59 millions de téléspectateurs (première diffusion)

### Épisode 2:La Jungle
- États-Unis /  Canada : 19 novembre 2020 sur ABC / CTV
- Suisse : 29 mai 2021 sur RTS 1
- Belgique : 19 novembre 2021 sur RTL-TVI
- France : 26 janvier 2022 sur TF1

- États-Unis : 5,66 millions de téléspectateurs (première diffusion)

### Épisode 3:Retrouver la flamme
- États-Unis /  Canada : 3 décembre 2020 sur ABC / CTV
- Suisse : 5 juin 2021 sur RTS 1
- Belgique : 19 novembre 2021 sur RTL-TVI
- France : 26 janvier 2022 sur TF1

- États-Unis : 5,58 millions de téléspectateurs (première diffusion)

### Épisode 4:La Rancune en cadeau
- États-Unis /  Canada : 10 décembre 2020 sur ABC / CTV
- Suisse : 5 juin 2021 sur RTS 1
- Belgique : 19 novembre 2021 sur RTL-TVI
- France : 2 février 2022 sur TF1

- États-Unis : 5,58 millions de téléspectateurs (première diffusion)

### Épisode 5:Les Raisons de la colère
- États-Unis /  Canada : 17 décembre 2020 sur ABC / CTV
- Suisse : 12 juin 2021 sur RTS 1
- Belgique : 26 novembre 2021 sur RTL-TVI
- France : 2 février 2022 sur TF1

- États-Unis : 5,63 millions de téléspectateurs (première diffusion)

### Épisode 6:Filature improvisée
- États-Unis /  Canada : 11 mars 2021 sur ABC / CTV
- Suisse : 12 juin 2021 sur RTS 1
- Belgique : 26 novembre 2021 sur RTL-TVI
- France : 9 février 2022 sur TF1

- États-Unis : 5,40 millions de téléspectateurs (première diffusion)

- Giacomo Gianniotti (Dr Andrea « Andrew » DeLuca)

### Épisode 7:Apprendre à voler
- États-Unis /  Canada : 18 mars 2021 sur ABC / CTV
- Suisse : 19 juin 2021 sur RTS 1
- Belgique : 3 décembre 2021 sur RTL-TVI
- France : 16 février 2022 sur TF1

- États-Unis : 5,10 millions de téléspectateurs (première diffusion)

### Épisode 8:Pas touche, il est à moi
- États-Unis /  Canada : 25 mars 2021 sur ABC / CTV
- Suisse : 19 juin 2021 sur RTS 1
- Belgique : 3 décembre 2021 sur RTL-TVI
- France : 16 février 2022 sur TF1

- États-Unis : 5,26 millions de téléspectateurs (première diffusion)

### Épisode 9:Personne n'est seul
- États-Unis /  Canada : 1er avril 2021 sur ABC / CTV
- Suisse : 26 juin 2021 sur RTS 1
- Belgique : 17 décembre 2021 sur RTL-TVI
- France : 23 février 2022 sur TF1

- États-Unis : 4,78 millions de téléspectateurs (première diffusion)

### Épisode 10:Courage, fuyons
- États-Unis /  Canada : 8 avril 2021 sur ABC / CTV
- Suisse : 10 juillet 2021 sur RTS 1
- Belgique : 17 décembre 2021 sur RTL-TVI
- France : 23 février 2022 sur TF1

- États-Unis : 4,87 millions de téléspectateurs (première diffusion)

### Épisode 11:Le Feu et la glace
- États-Unis /  Canada : 15 avril 2021 sur ABC / CTV
- Suisse : 24 juillet 2021 sur RTS 1
- Belgique : 7 janvier 2022 sur RTL-TVI
- France : 9 mars 2022 sur TF1

- États-Unis : 5,10 millions de téléspectateurs (première diffusion)

### Épisode 12:Lève-toi et bats-toi
- États-Unis /  Canada : 22 avril 2021 sur ABC / CTV
- Suisse : 24 juillet 2021 sur RTS 1
- Belgique : 7 janvier 2022 sur RTL-TVI
- France : 9 mars 2022 sur TF1

- États-Unis : 4,47 millions de téléspectateurs (première diffusion)

### Épisode 13:En haute mer
- États-Unis /  Canada : 6 mai 2021 sur ABC / CTV
- Suisse : 31 juillet 2021 sur RTS 1
- Belgique : 14 janvier 2022 sur RTL-TVI
- France : 16 mars 2022 sur TF1

- États-Unis : 4,52 millions de téléspectateurs (première diffusion)

### Épisode 14:Épouse-moi
- États-Unis /  Canada : 20 mai 2021 sur ABC / CTV
- Suisse : 31 juillet 2021 sur RTS 1
- Belgique : 14 janvier 2022 sur RTL-TVI
- France : 16 mars 2022 sur TF1

- États-Unis : 4,92 millions de téléspectateurs (première diffusion)

### Épisode 15:Ne pas oublier
- États-Unis /  Canada : 27 mai 2021 sur ABC / CTV
- Suisse : 7 août 2021 sur RTS 1
- Belgique : 21 janvier 2022 sur RTL-TVI
- France : 23 mars 2022 sur TF1

- États-Unis : 4,59 millions de téléspectateurs (première diffusion)

### Épisode 16:Le Mariage
- États-Unis /  Canada : 3 juin 2021 sur ABC / CTV
- Suisse : 7 août 2021 sur RTS 1
- Belgique : 21 janvier 2022 sur RTL-TVI
- France : 23 mars 2022 sur TF1

- États-Unis : 4,90 millions de téléspectateurs (première diffusion)